# Melioideae
Melioideae je potporodica jasenjačevki (Meliaceae). Sastoji se od 5 tribusa (4 imenovamna i opisana), tipični je Melieae DC. s rodom očenašica, Melia L.

## Tribusi
1. Tribus Melieae DC.
  1. Owenia F. Muell. (5 spp.)
  2. Melia L. (2 spp.)
  3. Azadirachta A. Juss. (2 spp.)
2. Tribus Quivisiantheae Reveal
  1. Sandoricum Cav. (5 spp.)
  2. Quivisianthe Baill. (1 sp.)
  3. Ekebergia Sparrm. (3 spp.)
3. Tribus neopisan
  1. Walsura Roxb. (16 spp.)
  2. Heynea Roxb. (2 spp.)
4. Tribus Vavaeeae Harms
  1. Vavaea Benth. (5 spp.)
5. Tribus Trichilieae DC.
  1. Lepidotrichilia (Harms) J.-F. Leroy (4 spp.)
  2. Astrotrichilia (Harms) J.-F. Leroy ex T. D. Penn. & Styles (13 spp.)
  3. Munronia Wight (7 spp.)
  4. Cipadessa Blume (1 sp.)
  5. Pseudoclausena T. P. Clark (1 sp.)
  6. Nymania Lindb. (1 sp.)
  7. Naregamia Wight & Arn. (2 spp.)
  8. Calodecaryia J.-F. Leroy (2 spp.)
  9. Turraea L. (65 spp.)
  10. Humbertioturraea J.-F. Leroy (7 spp.)
  11. Malleastrum (Baill.) J.-F. Leroy (25 spp.)
  12. Pterorhachis Harms (2 spp.)
  13. Trichilia P. Browne (114 spp.)
  14. Didymocheton Blume (43 spp.)
  15. Cabralea A. Juss. (1 sp.)
  16. Aglaia Lour. (127 spp.)
  17. Aphanamixis Pierre (3 spp.)
  18. Lansium Corrêa (3 spp.)
  19. Reinwardtiodendron Koord. (6 spp.)
  20. Sphaerosacme Wall. ex Royle (1 sp.)
  21. Epicharis Blume (7 spp.)
  22. Dysoxylum Blume (39 spp.)
  23. Pseudocarapa Hemsl. (5 spp.)
  24. Goniocheton Blume (4 spp.)
  25. Guarea L. (74 spp.)
  26. Heckeldora Pierre (7 spp.)
  27. Leplaea Vermoesen (7 spp.)
  28. Neoguarea (Harms) E. J. M. Koenen & J. J. De Wild. (1 sp.)
  29. Ruagea H. Karst. (11 spp.)
  30. Turraeanthus Baill. (3 spp.)
  31. Chisocheton Blume (51 spp.)
  32. Prasoxylon M. Roem. (7 spp.)
  33. Anthocarapa Pierre (1 sp.)
  34. Synoum A. Juss. (1 sp.)
  35. Pseudobersama Verdc.